# Nectoneanthes ijimai
Nectoneanthes ijimai är en ringmaskart som först beskrevs av Izuka 1912.  Nectoneanthes ijimai ingår i släktet Nectoneanthes och familjen Nereididae. Inga underarter finns listade i Catalogue of Life.